# Hőgyész
Hőgyész (dt.: Hedjeß) ist eine Großgemeinde im Kreis Tamási, das im Komitat Tolna in Ungarn liegt.

## Geschichte
Die geschichtliche Vergangenheit weist auf die frühe Árpádenzeit hin. Schon in der Zeit vor dem Königreich wohnten hier Völker, die mit Pelzen des Hermelins der fürstlichen Familie zollten. Die Jäger des Hermelins, ung. „hölgymenyét“, nannte man damals ungarisch „hölgyész“ (hőgyész). Deren Andenken bewahrt bis auf den heutigen Tag die Gemeinde in ihrem Namen, der Ansiedlungsort der Hermelinjäger. Hőgyész war zur Zeit seiner ersten urkundlichen Erwähnung eine entvölkerte Ortschaft und ihr erstes Zeitalter war abgelaufen. Von neuem besiedelt, wurde sie bis zur Besetzung durch die Türken, eine zur Burgherrschaft von Simontornya gehörende Ortschaft. Die Türkenherrschaft bedeutet den Untergang und das Ende der ganzen mittelalterlichen ungarischen Ansiedlung. Das auf seinen Ruinen sich festgesetzte neue Volk schuf im 18. Jahrhundert die Epoche des neuzeitlichen Dorfes, dann Marktes mit deutscher Bevölkerung.

## Partnergemeinde
- Eckental, Deutschland

## Sehenswürdigkeiten
- Römisch-katholische Kirche Szent Kereszt felmagasztalása, erbaut 1799
- Römisch-Katholische Kapelle Szentháromság és Segítő Szűz Mária Neve, erbaut 1745, Barock
- Schloss der Grafen Apponyi (Apponyi-kastély)
- Schloss Liechtenstein (Liechtenstein-kastély)

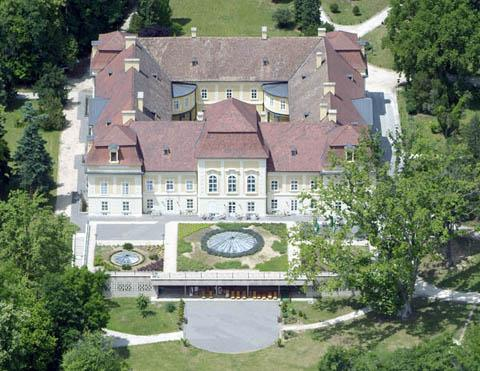
Schloss Apponyi in Hőgyész

- Synagoge

## Verkehr
Durch den Ort führt die Hauptstraße Nr. 65. Der nächstgelegene Bahnhof, Szakály-Hőgyész an der Bahnstrecke Budapest–Szentlőrinc, befindet sich vier Kilometer nordwestlich in Szakály.